# Initiative for Open Authentication
Het Initiative For Open Authentication (OATH) is een samenwerkingsverband van een groot aantal leveranciers op het gebied van Informatiebeveiliging, gericht op het ontwikkelen van een open referentiearchitectuur ten behoeve van het realiseren van versterkte authenticatie.
Het consortium bestaat uit enkele tientallen leden die bijdragen leveren aan de standaard. Het doel is te komen tot een verdere verspreiding van de mogelijkheden van versterkte authenticatie, het verlagen van de kosten en het verhogen van het gebruiksgemak.
Versie 2 van de referentiearchitectuur is op 19 september 2007 gepresenteerd.
Tot de leden behoren onder andere IBM, Verisign, Citrix en HP.